# 503e régiment de fusiliers motorisés de la Garde
Le 503e régiment de fusiliers motorisés de la Garde (unité militaire n° 75394) est un régiment des Forces terrestres russes.
La formation fait partie de la 19e division de fusiliers motorisés de la 58e armée du district militaire du Caucase du Nord au moment de la dissolution en 2009. Sa garnison permanente est située dans la ville de Vladikavkaz, en Ossétie du Nord-Alanie, depuis 2002. Le régiment est rétabli en 2021.